# Eupogonesthes xenicus
Eupogonesthes xenicus is een straalvinnige vissensoort uit de familie van Stomiidae. De wetenschappelijke naam van de soort is voor het eerst geldig gepubliceerd in 1993 door Parin & Borodulina.